# Amarante queue-de-renard
Amaranthus caudatus
Espèce
Classification APG III (2009)
L'amarante queue-de-renard ou amarante caudée (Amaranthus caudatus) est une espèce de plante herbacée de la famille des Amaranthacées. Elle atteint une hauteur d'un mètre. Elle est aussi nommée Kiwicha, de son nom en langue quechua au Pérou où elle est cultivée à des fins alimentaires.

## Description

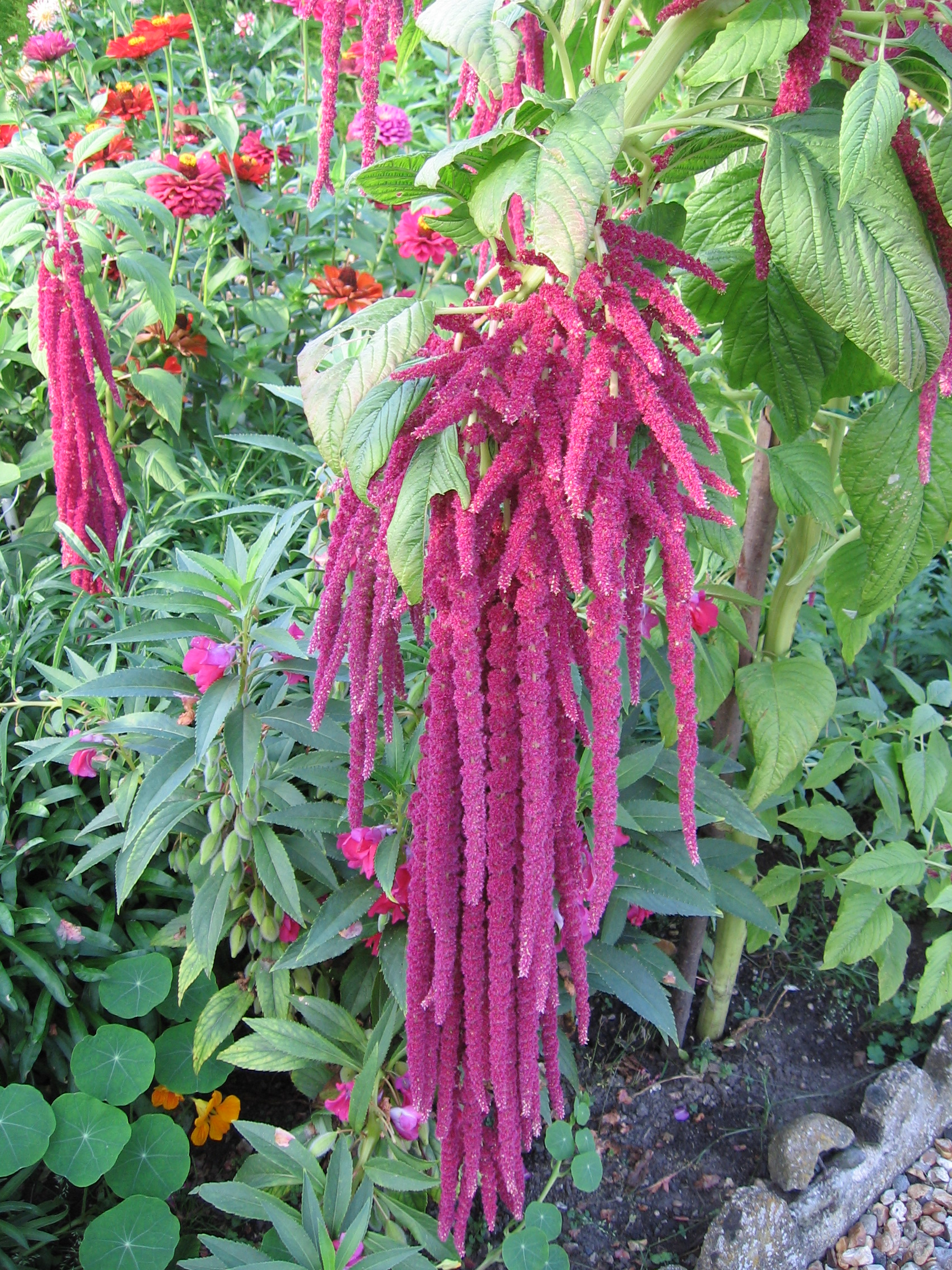
Fleurs de l'amarante queue-de-renard

L'amarante queue-de-renard est une plante annuelle qui atteint une hauteur de 50 à 100 cm. Sa période de floraison s'étend d'août à septembre et ses inflorescences sont des panicules retombantes de couleur rouge pourpré. Il s'agit d'une plante hermaphrodite. On la retrouve dans les friches annuelles et les habitats riches en azote et en chaleur puisqu'il s'agit d'une plante nitrophile et thermophile. Son aire de répartition est subtropicale.

## Histoire
Jadis, Amaranthus caudatus était considérée comme une plante magique associée à la magie blanche. Malgré son rouge carmin, repérable de loin, l'amarante queue-de-renard rendrait invisible.

## Utilisation
C'est une plante ornementale souvent utilisée en espaces verts et pour la confection de bouquets secs. Des recherches sont en cours pour évaluer sa teneur en calcium, taux estimé à 476 mg pour 100 g.
C'est également une plante cultivée à des fins alimentaires dans les Andes d'Équateur, du Pérou et de Bolivie et dans les zones montagneuses d'Amérique centrale. On utilise le grain pour faire de la farine et fabriquer des galettes et des petits pains, mais aussi comme une céréale pour le petit déjeuner. Les jeunes pousses des feuilles sont également utilisées comme légume dans diverses préparations. La teneur en protéines du grain est très élevée et la répartition en acides aminés est optimale pour l'alimentation humaine,.

## Horticulture
Elle peut être semée à l'intérieur dès le mois de mars ou directement en terre en mai.

## Controverse
Dans les années 2010, l'amarante caudée fait l'objet d'une controverse. Elle résiste particulièrement bien aux herbicides comme le glyphosate, lui-même sujet à controverse. Alors qu'elle est à l'origine une plante nourricière, elle se transforme aux yeux des grands groupes agro-industriels en plante invasive, qu'il faut éradiquer des champs de soja. C'est un exemple typique de la complexité des problématiques écologiques.[réf. nécessaire]